# سيريل هاموند
سيريل هاموند (بالإنجليزية: Cyril Hammond)‏ (10 أكتوبر 1927 في المملكة المتحدة - 10 سبتمبر 2016) هو لاعب كرة قدم بريطاني في مركز نصف الجناح. لعب مع تشارلتون أثلتيك وكولتشستر يونايتد وإيريث وبلفيدير ‏.